# Holdorf (Nedersaksen)
Holdorf is een gemeente in de Duitse deelstaat Nedersaksen, gelegen in het Landkreis Vechta. De gemeente telt 7.405 inwoners. Naburige steden zijn onder andere Steinfeld, Neuenkirchen-Vörden en het slechts 10 km zuidoostelijk gelegen  Damme.

## Indeling van de gemeente
- Holdorf (kern en stationsbuurt Bahnhof)
- (Der) Fladder
- Langenberg
- De gehuchten Amtern, Diekhausen, Fladderlohausen, Gramke, Grandorf, Handorf, Ihorst, Scheelenhorst en Wahlde

Blijkens de website van de gemeente had deze op 26 september 2019 in totaal 7.314 inwoners.

## Verkeer, vervoer, economie
Even ten noordwesten van Holdorf is afrit 66 van de Autobahn A1. 
De Bundesstraße 214 van  Bersenbrück (15 km westwaarts) naar Diepholz (20 km oostwaarts) loopt noordelijk langs Holdorf.
De plaats heeft een station aan de spoorlijn van Vechta naar Bramsche. Ieder uur stopt er een stoptrein in beide richtingen.
Holdorf heeft een voor een zo kleine gemeente een groot oppervlak bedrijventerreinen voor midden- en kleinbedrijf. De economie wordt verder gekenmerkt door landbouw en toerisme.

## Geschiedenis
Reeds in de Jonge Steentijd en de Bronstijd woonden op de plaats, waar Holdorf nu ligt, al mensen. Dat blijkt uit bij archeologisch onderzoek ontdekte grafvelden in de gemeente.
In 1188 wordt Holdorf voor het eerst in een document vermeld. Mogelijkerwijs was er echter rond 800 al een kleine nederzetting nabij het huidige dorp. In 785 werd melding gemaakt van een ringwal, de omgrachte, ovale, 80 × 50 meter grote Dersaburg, gelegen op een 15 meter hoge heuveluitloper van de Dammer Berge, een heuvelrug die gedeeltelijk op het grondgebied van de gemeente ligt. Deze ringwal is waarschijnlijk door Saksen opgeworpen.
Holdorf lag vanaf de middeleeuwen tot 1803 voortdurend in een betwist grensgebied tussen enerzijds het Graafschap Oldenburg en anderzijds de prinsbisdommen van Prinsbisdom Osnabrück en Prinsbisdom Münster. Deze laatsten hadden het vaakst de macht in handen. Hierdoor bleef het effect van de Reformatie in de 16e eeuw beperkt. Meer dan twee derde van de christenen in de gemeente is anno 2019 rooms-katholiek, en deze gezindte drukt nog steeds een stempel op Holdorf.
In de Dertigjarige Oorlog (1618-1648) werd Holdorf diverse malen geplunderd, platgebrand en getroffen door epidemieën van ernstige, besmettelijke ziektes. In de twee eeuwen daarna kon de plaats zich niet aan de algemene armoede onttrekken. In de 19e eeuw ontvluchtte een derde van de inwoners de malaise door te emigreren, o.a. naar de Verenigde Staten.
Op 16 en 17 augustus 1974 werden Holdorf en omgeving getroffen door een uitzonderlijk, 8 uur durend, noodweer met zwaar onweer en hagelstenen tot 10 cm. doorsnee, die soms daken doorboorden. De daarop volgende extreem zware regenval veroorzaakte daarop nog grotere schade. Gelukkig waren er geen doden te betreuren.
Het in de gemeente gelegen dorp Fladder (ter plaatse, met het  mannelijk lidwoord Der Fladder genoemd) dankt, evenals Vledder in Drenthe, zijn naam aan vochtig grasland in de omgeving. Langenberg is rond 1953 gesticht als mijnwerkerskolonie voor een van 1939–1967 geëxploiteerde, daarna uitgeputte, ijzerertsmijn.

## Bezienswaardigheden en attracties

### Dersaburg
- Gereconstrueerde restanten van de Dersaburg, gelegen op een 15 m hoge heuveluitloper van de Dammer Berge. De Dersaburg ligt ca. 6 km ten zuidoosten van Holdorf.
- Het fietspad over de voormalige spoorlijn Holdorf-Damme is de beste route naar de Dersaburg.

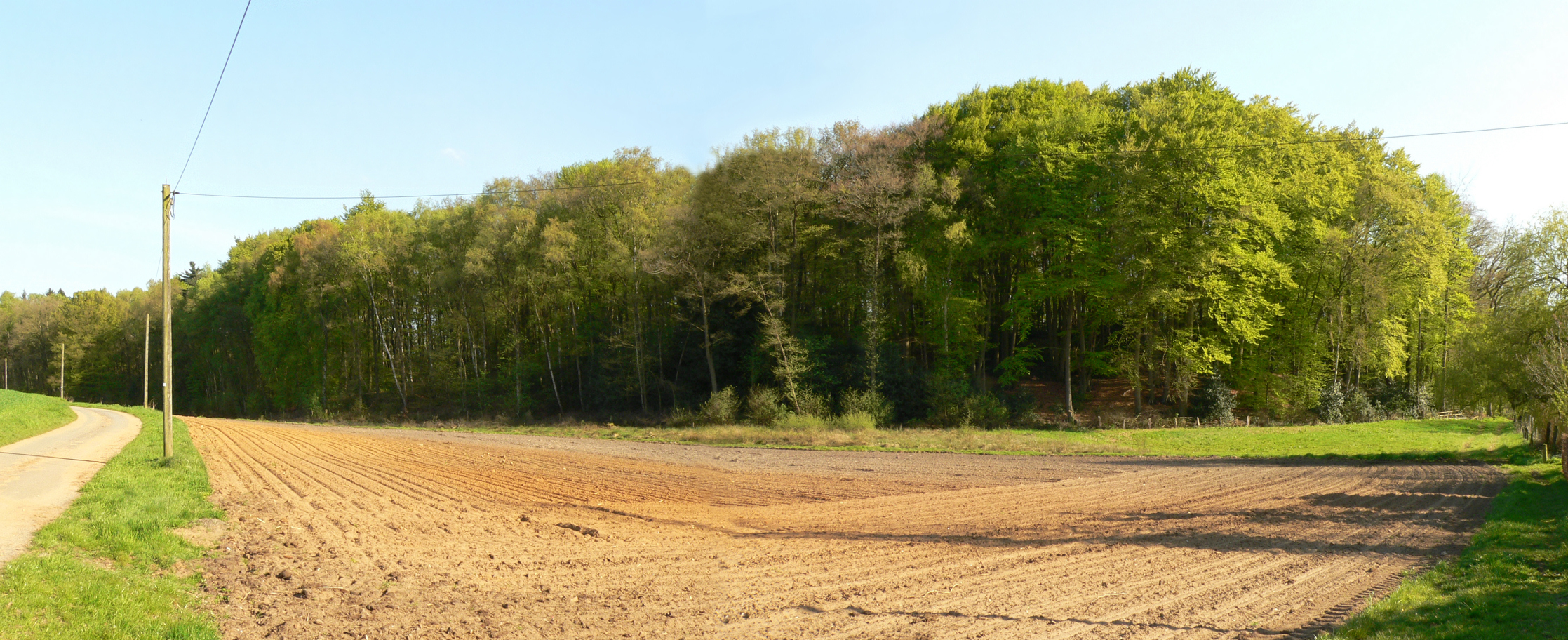
Beboste heuvel met de Dersaburg
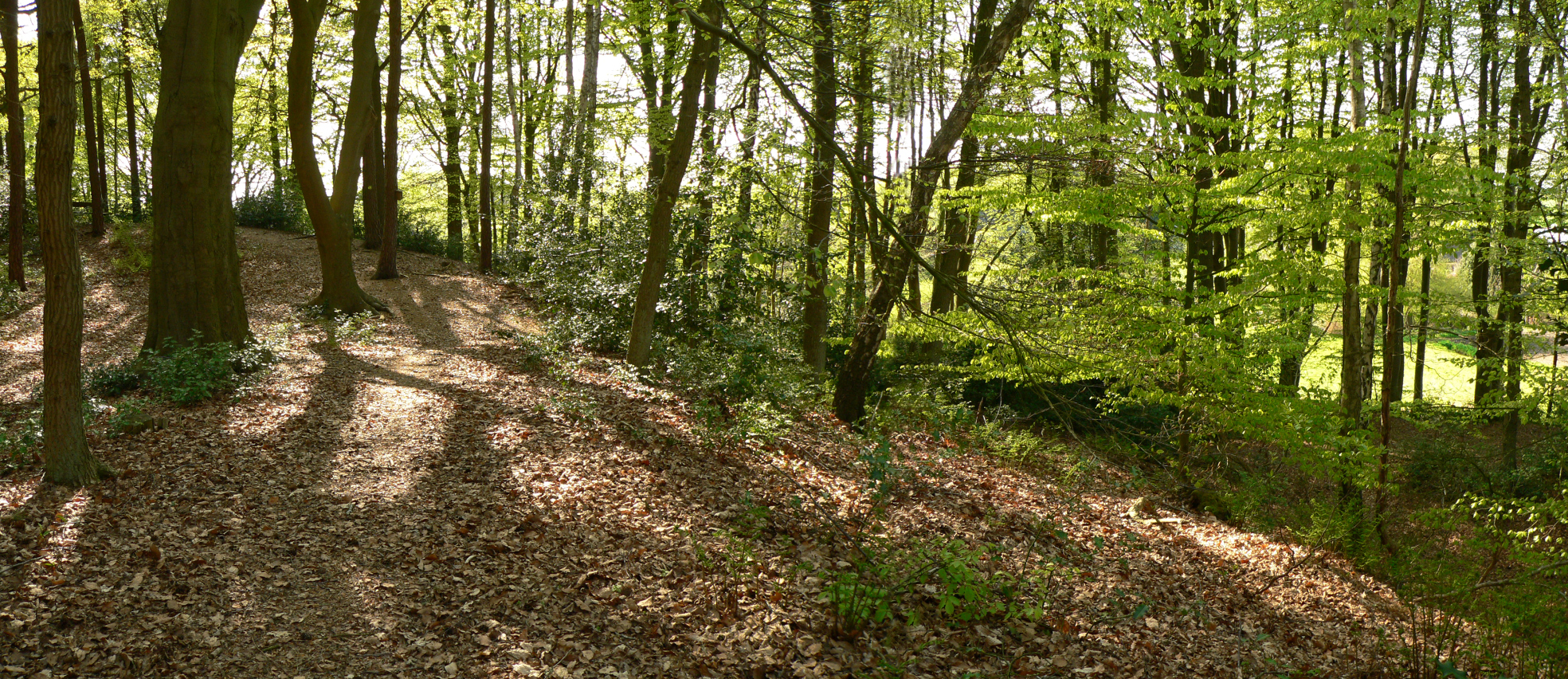
Blik op de ringwal van de Dersaburg
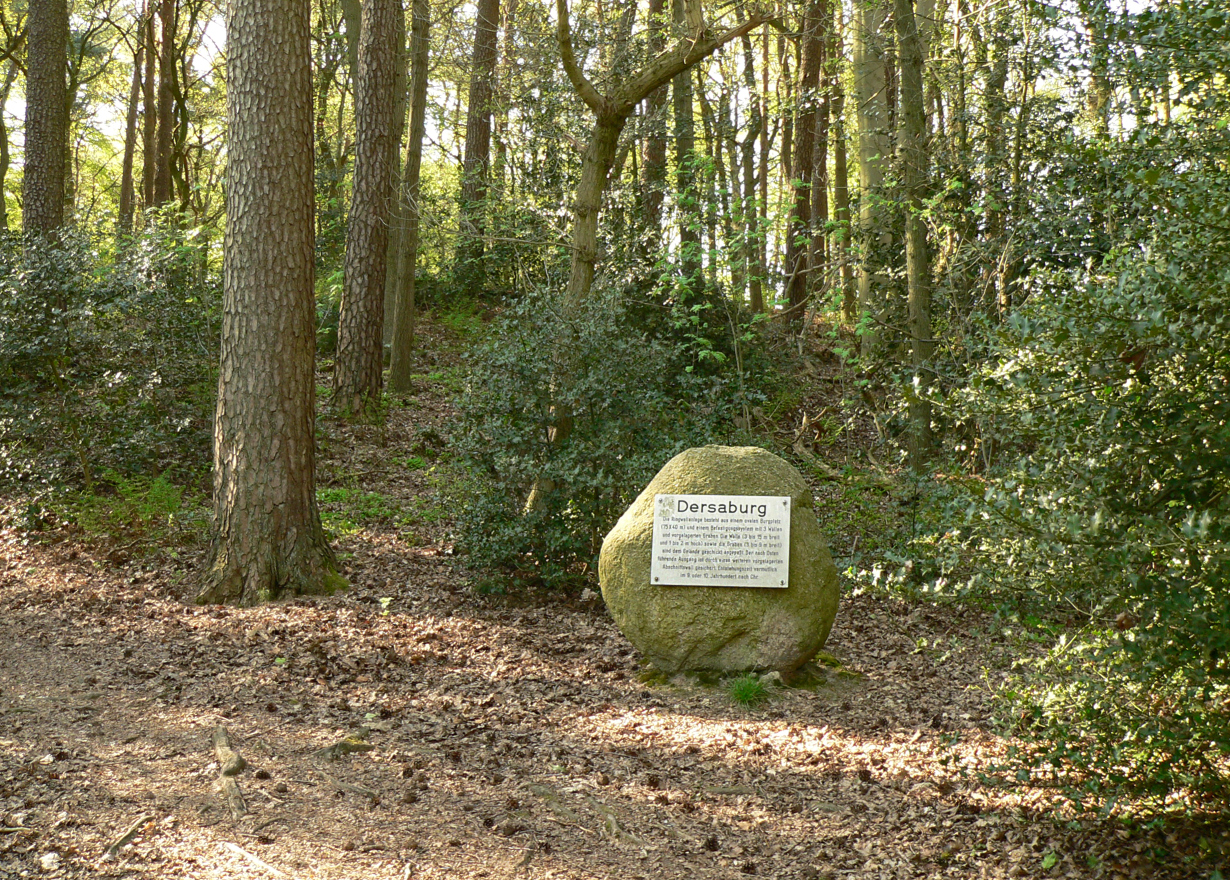
Informatiepaneel onderaan
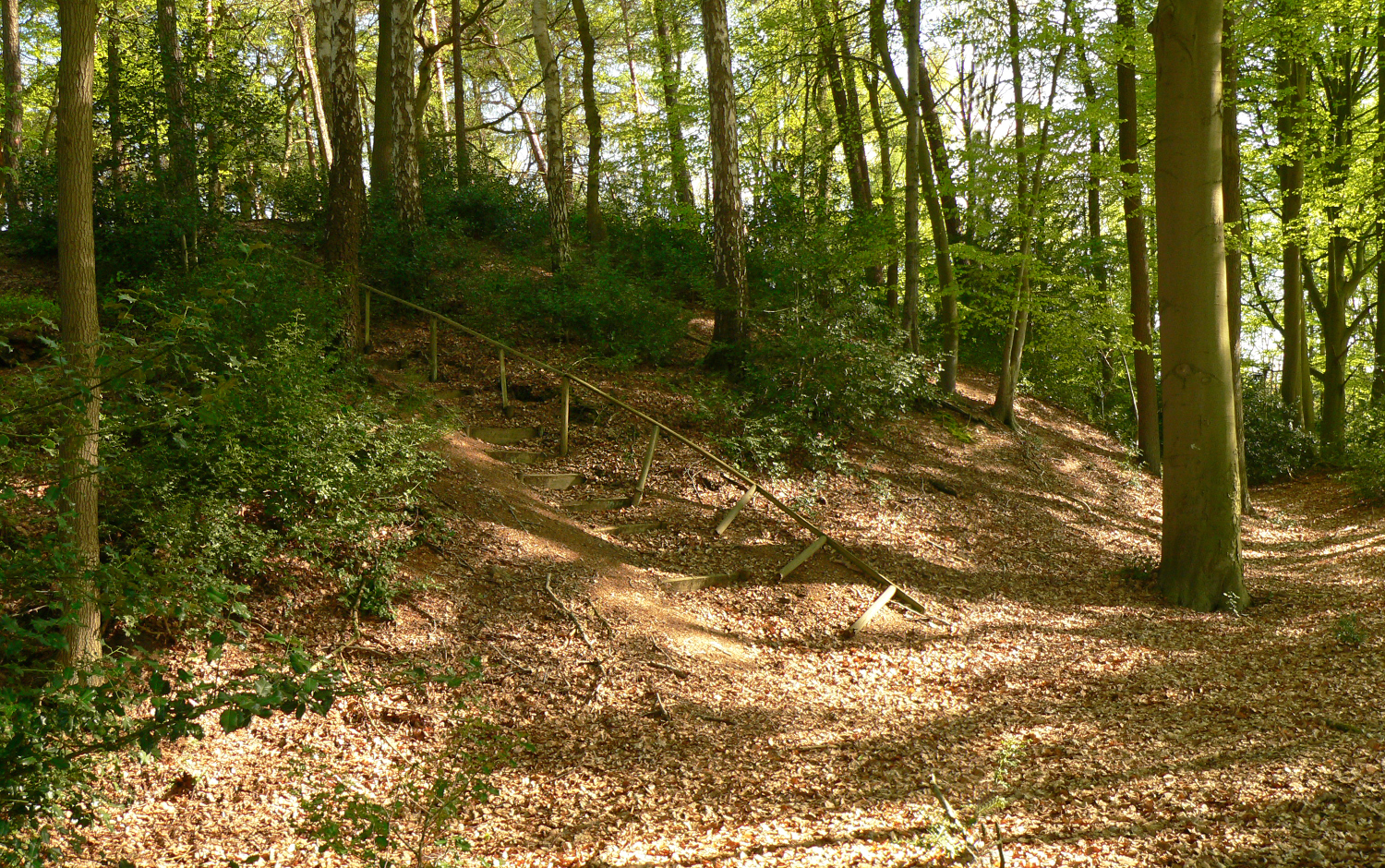
Opgang naar de Dersaburg
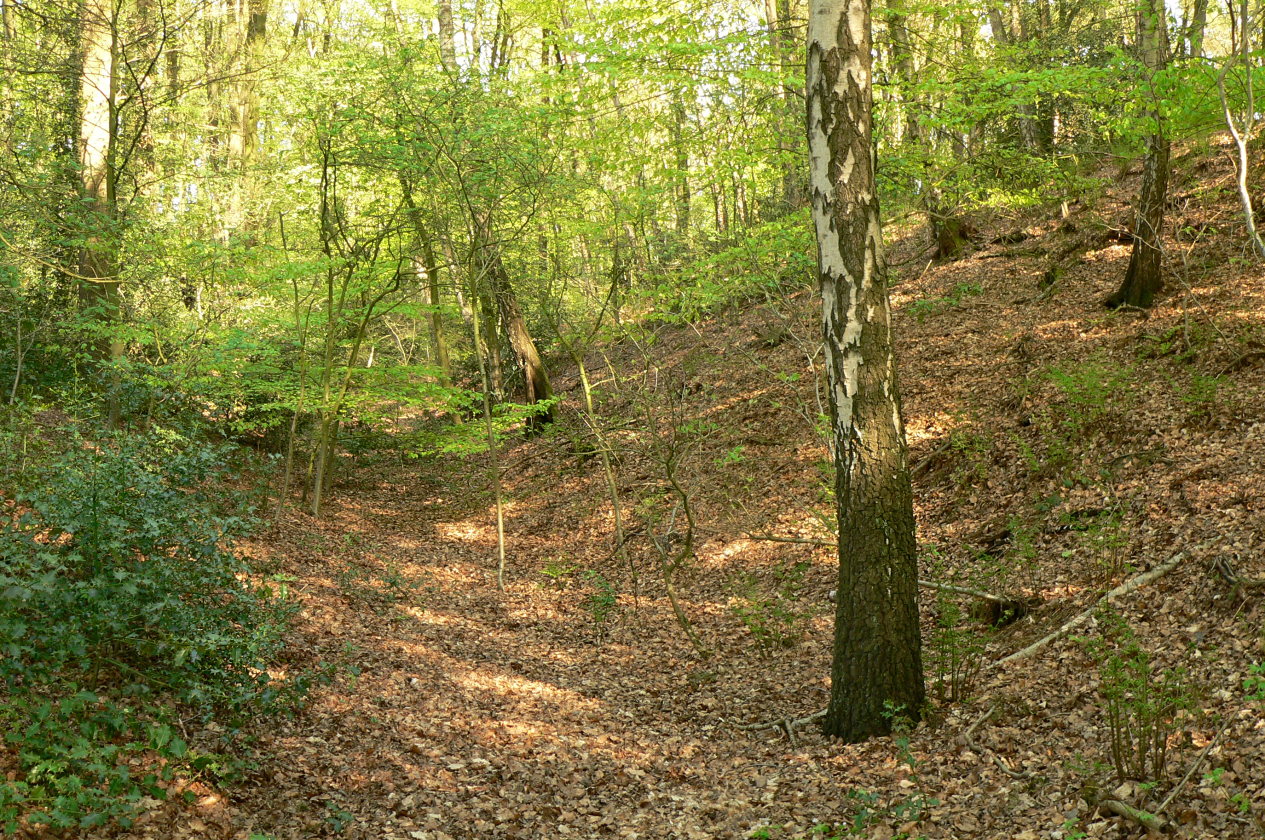
Gracht van de Dersaburg
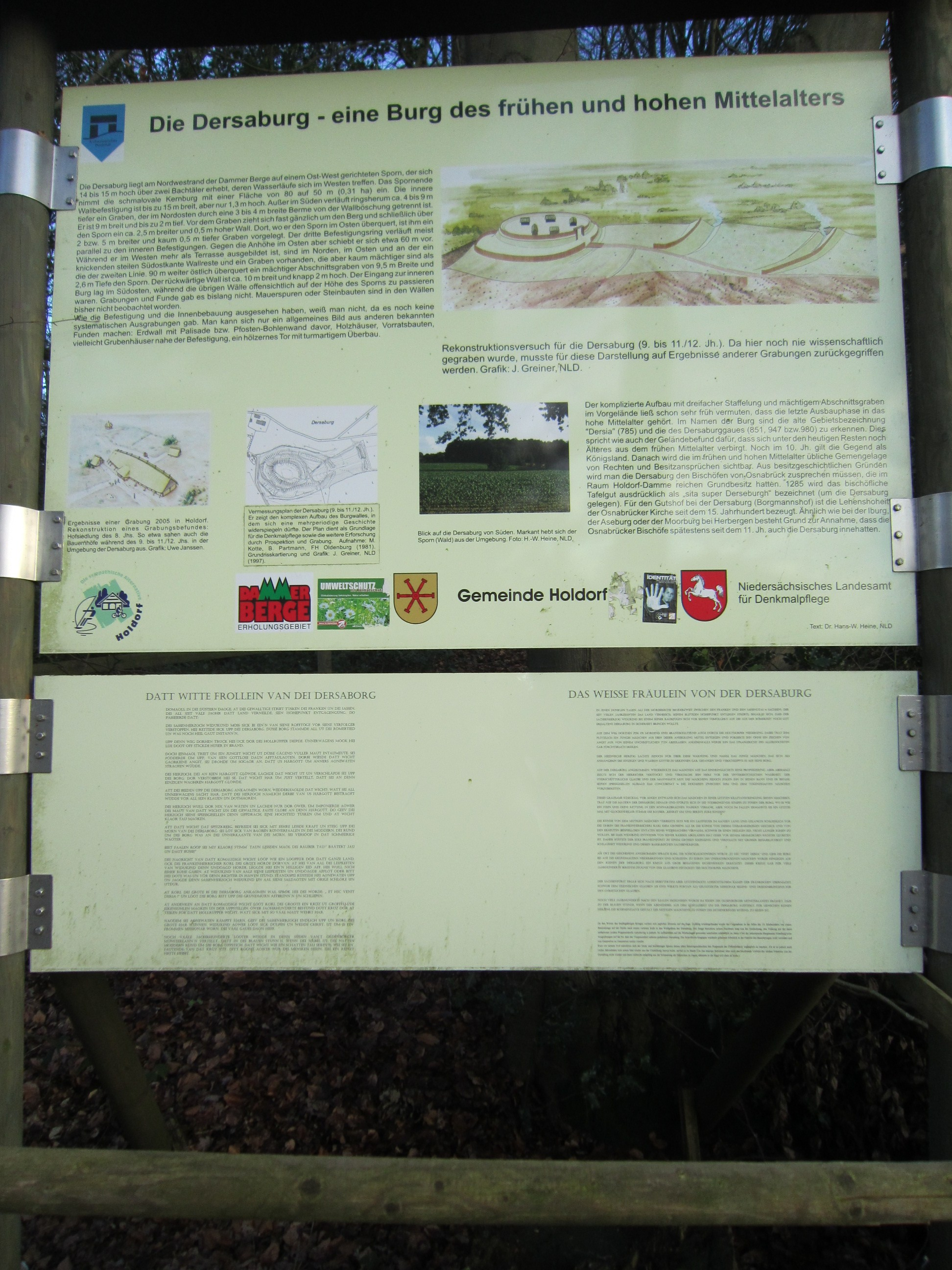
Informatiepaneel Dersaburg

### Overige
- De rooms-katholieke St. Petrus- en Pauluskerk in Holdorf is een monumentaal, in 1858 ingewijd neogotisch kerkgebouw.
- Goede wandel- en fietsmogelijkheden in de aan natuurschoon rijke omgeving, o.a. de tot 104 meter hoge Dammer Berge, een heuvelrug die gedeeltelijk op het grondgebied van de gemeente ligt.
- Enige landgoederen, zoals Gut Ihorst en Hof zu Amtern, met historische gebouwen in een mooie omgeving; doorgaans beperkt toegankelijk, daar de landgoederen nog door adellijke families worden bewoond.
- De Heidesee, direct ten zuiden van Holdorf, is een 10 ha grote recreatieplas met strand, camping en duikmogelijkheden. Het meertje ontstond door zandafgraving t.b.v. de aanleg van de Autobahn A1. In het meertje komt veel vis voor, die door de plaatselijke hengelsportclub is uitgezet.
- Door Holdorf loopt de in 2018 ingezegende, 24,1 km lange bedevaartweg met de naam Kardinalsweg.  Deze loopt van de voormalige priorij St. Benedictus in Damme naar kasteel Burg Dinklage. Deze pelgrimsroute is gewijd aan de gedachtenis van de door de Rooms-Katholieke Kerk zalig gesproken kardinaal Clemens August Graf von Galen. Deze werd geboren op Burg Dinklage. Markante punten in het  Holdorfer deel van de Kardinalsweg zijn de voor gebed bedoelde zgn.  „Waldkapelle“,  900 meter ten zuiden van de  Heidesee, alsmede Middendorfs Kreuz, 300 meter ten zuiden van de  Heidesee, en ten slotte een ijzeren stèle met de inscriptie „entschieden sein“ ( beslist zijn).

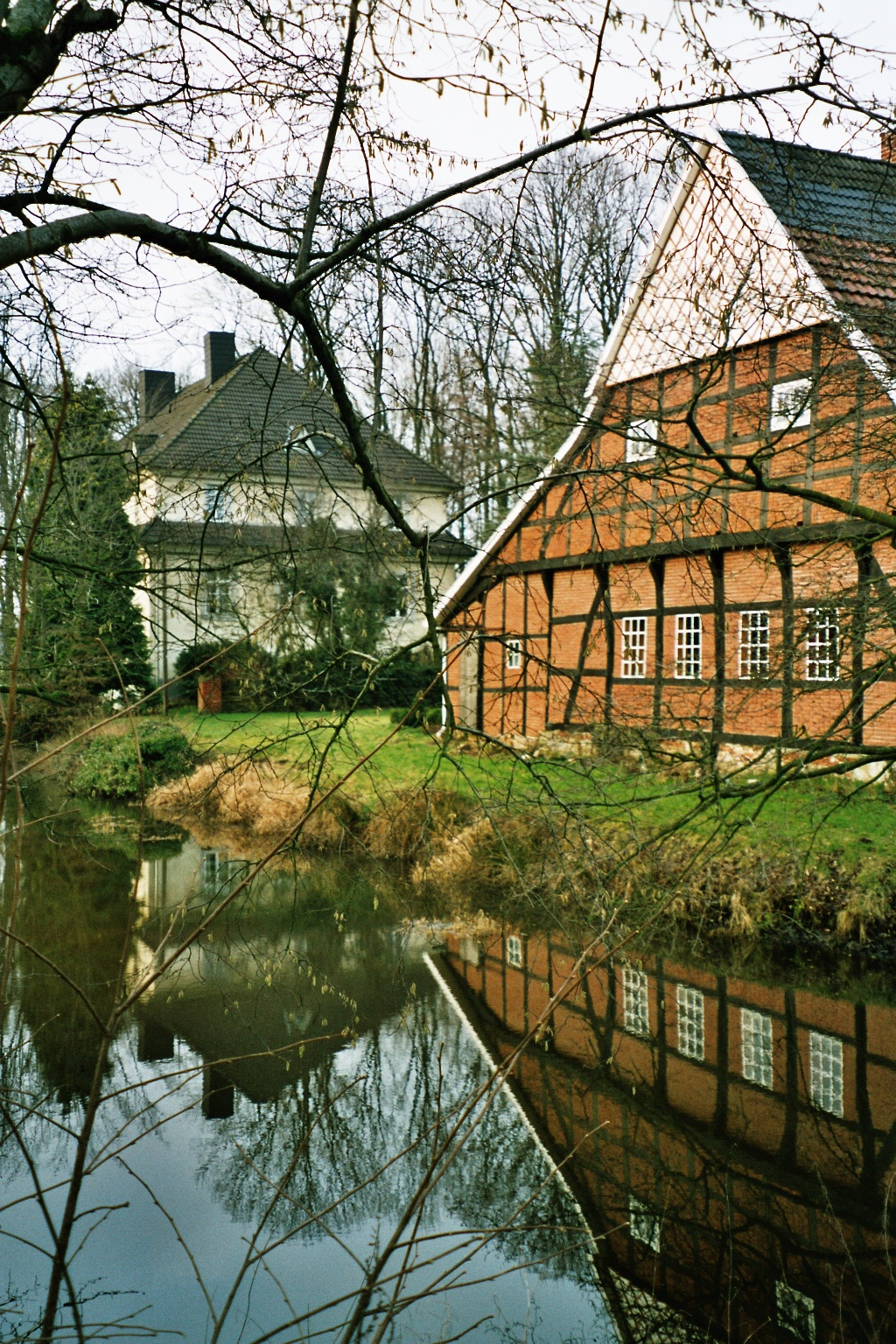
Gut Ihorst
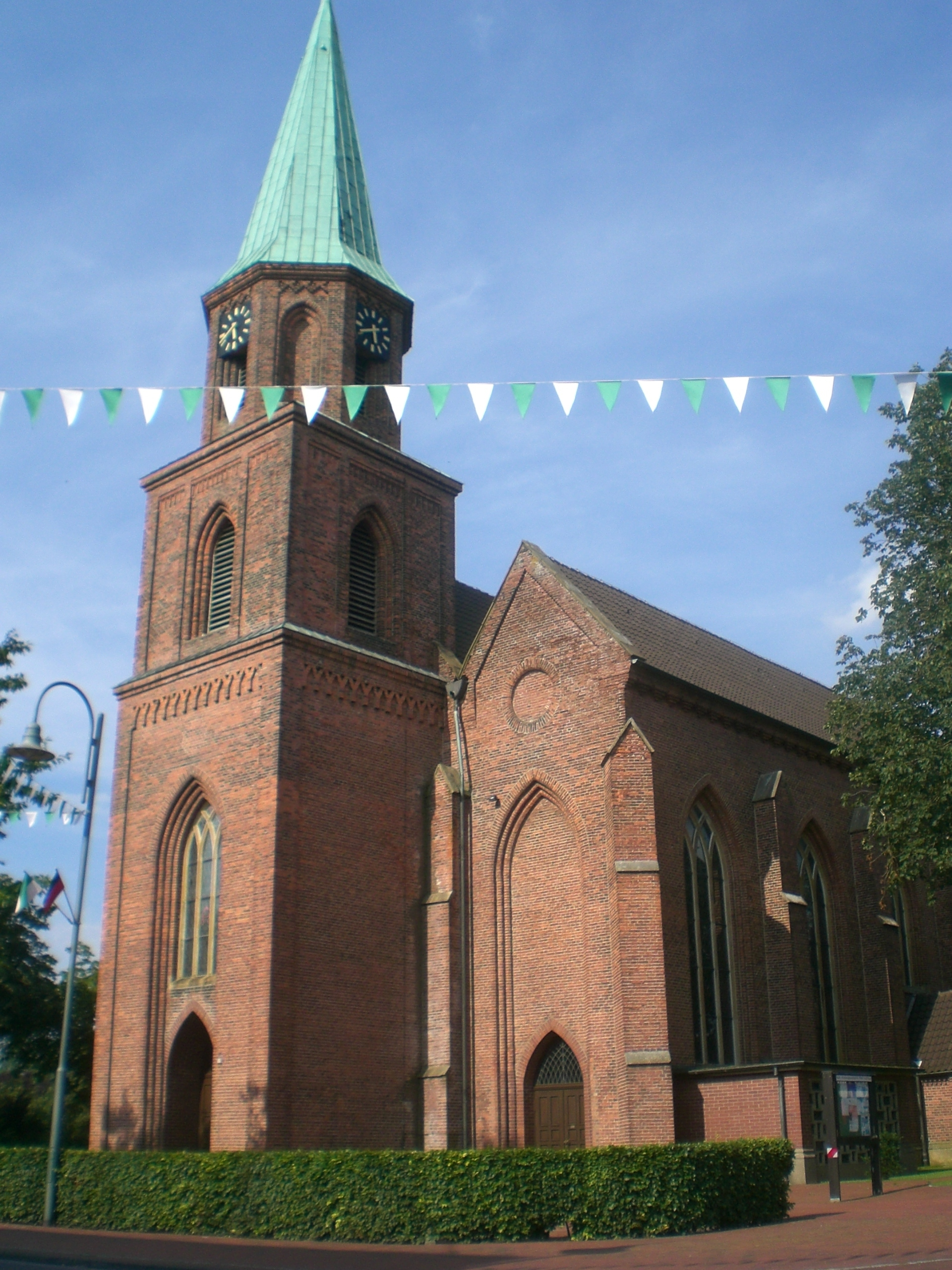
St. Petrus- en Pauluskerk in Holdorf
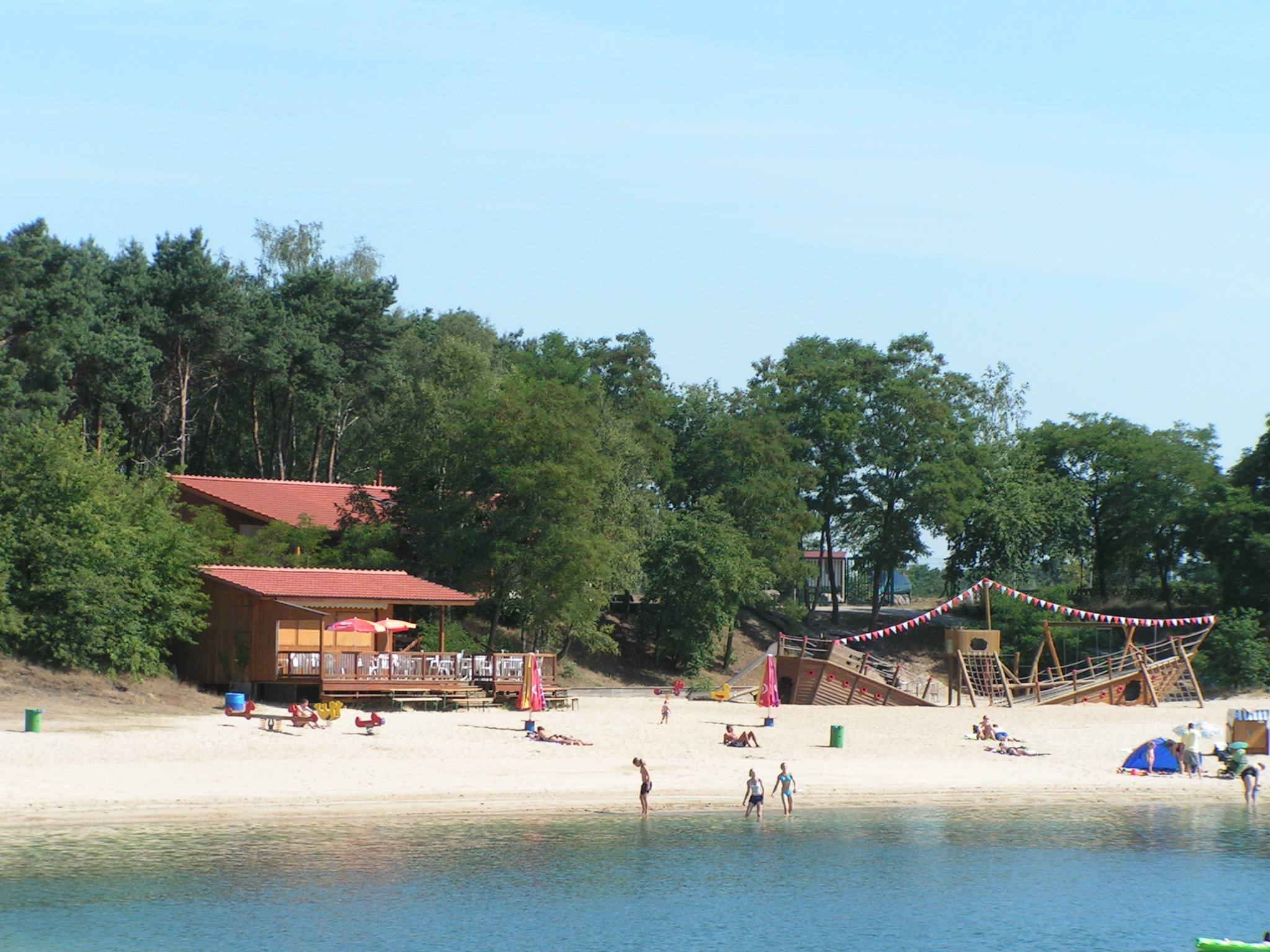
De Heidesee
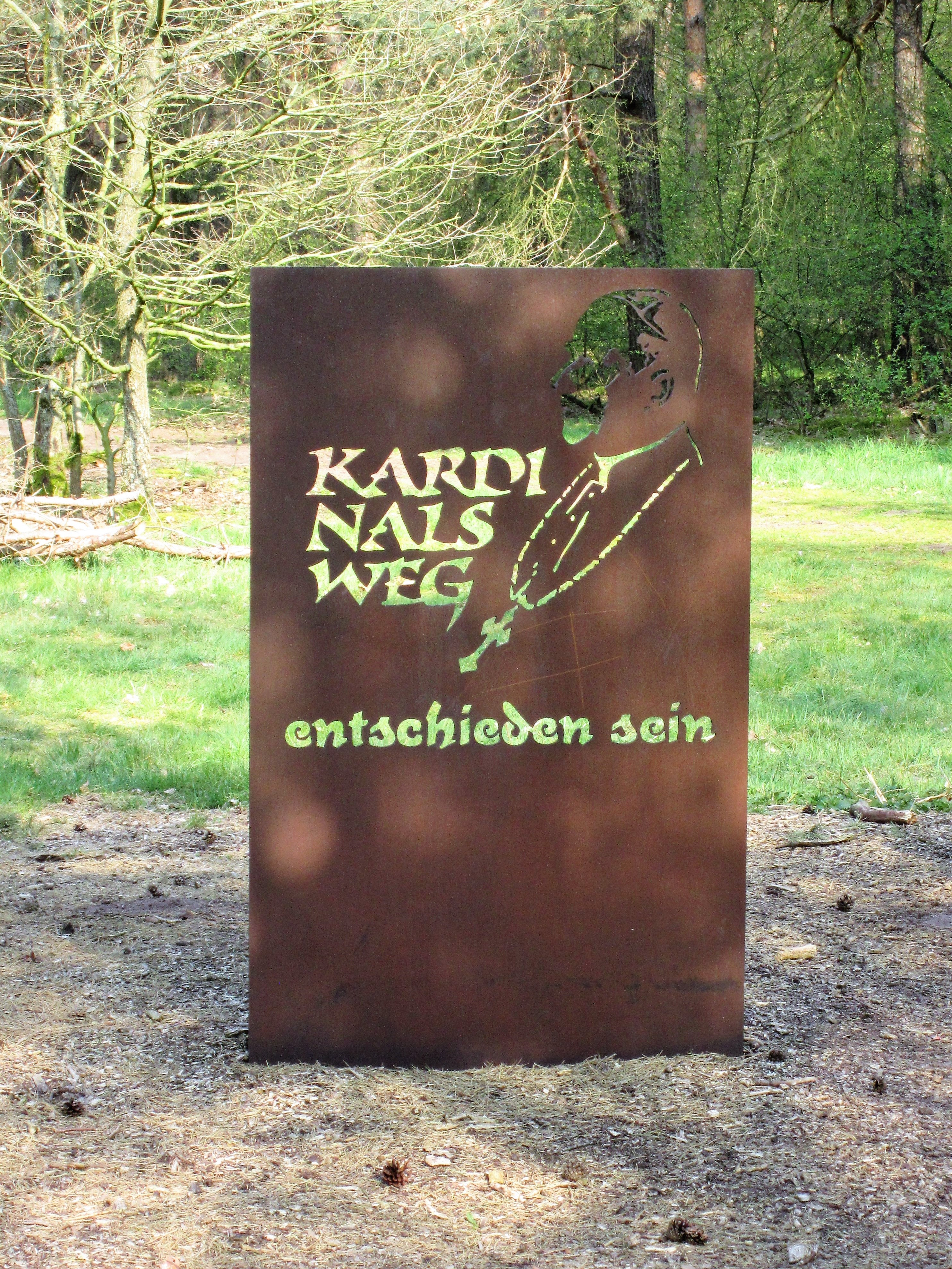
Stèle aan de Kardinaalsweg bij Middendorfs Kreuz

- Gemeinsame Normdatei: 4281424-8
- Virtual International Authority File: 243756413

Bakum · Damme · Dinklage · Goldenstedt · Holdorf · Lohne · Neuenkirchen-Vörden · Steinfeld · Vechta · Visbek